# TR-3 Black Manta
Il TR-3 Black Manta è un ipotetico aereo-spia statunitense sviluppato nell'ambito di un progetto segreto. 
Si tratterebbe di un aereo ad ala volante, con velocità subsonica, costruito dalla Northrop e usato come ricognitore. Diversi testimoni hanno riferito di avere visto aerei ad ala volante nell'Antelope Valley. L'aereo sarebbe stato utilizzato anche in Iraq durante la prima guerra del golfo, come ausilio per gli aerei F-117. In un documentario della BBC Edgar Fouché, un uomo qualificatosi come ex impiegato nella base Area 51, ha dichiarato che l'aereo utilizzerebbe una tecnologia antigravità, frutto di una tecnologia di retro-ingegneria su veicoli alieni recuperati, ma queste affermazioni sono ritenute dagli esperti antiscientifiche e infondate.
L'esistenza dell'aereo non è stata mai confermata ufficialmente dalle autorità aeronautiche, secondo cui gli USA non hanno in corso programmi di sviluppo di aerei destinati a sostituire l'U-2. È stato ipotizzato che il Black Manta potesse essere un prototipo del bombardiere B-2, ma secondo alcuni esperti la sigla TR potrebbe essere una corruzione della sigla Tier: dato che Tier III era la sigla del RQ-3 DarkStar durante la fase di sviluppo e che anche questo era un aereo da ricognizione, anche se a pilotato a distanza, viene ritenuto probabile che si possa trattare dello stesso aereo. 